# Хосро (царевич Имеретии)
Хосро (груз.: ხოსრო; ум. ок. 1570) — грузинский царевич из имеретинской ветви династии Багратионов, возглавивший неудавшееся восстание против царя Имеретии Георгия II в 1568 году.

## Биография
Внук царя Имеретии Александра II. Родился в семье царевича Вахтанга, от его брака с дочерью царя Кахетии Георгия II (1511—1513), царевной Хварамзе.
В 1568 году Хосро возглавил восстание имеретинской знати против царя Георгия II. Главной движущей силой восстания был Леван I Дадиани, князь Мегрелии, который объединился с имеретинской оппозицией.
Царь Георгий был предан одним из своих людей, и царевич Хосро совместно с князем Варазом Чиладзе возглавили мятежников в «вероломном» нападении на царя в селении Ианети (совр. Самтредский муниципалитет края Имеретия). Однако царь Георгий одержал победу, обратив мятежников в бегство. Примечательно, что в генеалогии по Вахушти, Вахтанг называется дедом Хосро, а не отцом.
Хосро, внук Вахтанга, призвал на помощь Дадиана, а этот призвал Варазу Чиладзе и Липаритиана с одишцами, напали все они изменнически на царя Гиорги в Ианети и был бой сильный, но не смогли причинить вреда царю Гиорги, а бежали сами же лета Христова 1568, грузинского 256 и истреблялись мечами. Тогда царь Гиорги вместе с Гуриелом стал теснить Дадиана, не смог тот выдержать и отправился в Стамбул. Царь и Гуриели вступили и захватили Одиши.Вахушти Багратиони, история царства Грузинского (жизнь Имерети)
Князь Дадиани бежал в Османскую империю, а Вараз Чиладзе был убит по приказу царя Георгия. Принц Хосро ушел в безвестность. Возможно, это был тот самый Хосро, чей дворец в Хони был пожалован царем Георгием II князю Цулукидзе в 1570 году.
А царь Гиорги пригласил Чиладзе, убил его, отомстив за вышесказанное, ибо был [тот] сторонником Дадиана, и захватил царь Гиорги земли Чиладзе. Этим встревожились Дадиани и Гуриели, сговорились и пришли с войском и не разрешали царю Гиорги овладеть вотчиной Чиладзе и половиной [этой вотчины] завладел Дадиани и [другой] половиной Гуриели.Вахушти Багратиони, история царства Грузинского (жизнь Имерети)

## Семья
У Хосро была дочь, имя которой неизвестно; была замужем за князем Константином (fl. 1540—1560), из ветви Багратион-Гочашвили (потомство царя Картли, Константина II, правившего Карталинией 1490—1505).